# Tabella cronologica dei regni della penisola iberica
La storia e la cronologia dei regni che si crearono, nella penisola iberica, dopo la caduta dell'Impero romano d'Occidente e le invasioni dei diversi popoli germanici può essere datata dall'inizio del V secolo d.C.
La configurazione della Spagna come Stato moderno si iniziò a definire nella parte finale della Reconquista con l'unificazione dei distinti regni cristiani (gli stessi che si vennero a formare dopo l'invasione araba del 711) e si può considerare terminata con la guerra di successione spagnola.
Il Portogallo invece iniziò a conformarsi come entità statuale indipendente fin dal XII secolo, raggiungendo le dimensioni attuali nell'ambito della penisola iberica (senza cioè le Azzorre e Madera, occupate successivamente) attorno alla metà del XIII secolo, con la riconquista dell'Algarve (1249-1250).

## Alto Medioevo: i regni barbari
| Regno vandalo                                                                                      | Regno visigoto                                                                                       | Regno suebo                                                                                    |
| -------------------------------------------------------------------------------------------------- | --- | ---------------------------------------------------------------------------------------------- |
| Gunderico (406-428)                                                                                | |                                                                                                |
| Ataulfo (410-415)                                                                                  | Ermerico (409-438) Nell'anno 410 firmò un foedus con Roma per cui si stabilì nella Penisola iberica. |                                                                                                |
| Sigerico (415)                                                                                     | Ermerico (409-438) Nell'anno 410 firmò un foedus con Roma per cui si stabilì nella Penisola iberica. |                                                                                                |
| Walia (415-419)                                                                                    | Ermerico (409-438) Nell'anno 410 firmò un foedus con Roma per cui si stabilì nella Penisola iberica. |                                                                                                |
| Teodorico I (419-451)                                                                              | Ermerico (409-438) Nell'anno 410 firmò un foedus con Roma per cui si stabilì nella Penisola iberica. |                                                                                                |
| Genserico (428-429) Nell'anno 429 attraversò lo Stretto di Gibilterra e si stabilì nel Nordafrica. | Rechila (438-448)                                                                                    |                                                                                                |
| ---                                                                                                | Torismondo (451]-453)                                                                                | Rechiaro (448-456) Convertito all'arianesimo nell'anno 449.                                    |
| ---                                                                                                | Teodorico II (453-466)                                                                               | 1ª divisione del regno svevo: - Aiulfo (456-457) - Framta (457-458) - Maldraso (457-460)       |
| ---                                                                                                | Teodorico II (453-466)                                                                               | Riunificazione: Maldraso (458-460)                                                             |
| ---                                                                                                | Eurico (466-484)                                                                                     | 2ª divisione del regno svevo: - Fromaro (460-465) - Ricimondo (460-465) - Remismondo (460-469) |
| ---                                                                                                | Eurico (466-484)                                                                                     | Riunificazione: Remismondo (465-469) Convertito all'arianesimo nell'anno 465.                  |
| ---                                                                                                | Alarico II (484-507)                                                                                 | Período oscuro: Veremondo e Teodemondo (??) (469-550)                                          |
| ---                                                                                                | Gesalico (507-510)                                                                                   | Período oscuro: Veremondo e Teodemondo (??) (469-550)                                          |
| ---                                                                                                | Amalarico (510-531)                                                                                  | Período oscuro: Veremondo e Teodemondo (??) (469-550)                                          |
| ---                                                                                                | Teudi (531-548)                                                                                      | Período oscuro: Veremondo e Teodemondo (??) (469-550)                                          |
| ---                                                                                                | Teudiselo (548-549)                                                                                  | Período oscuro: Veremondo e Teodemondo (??) (469-550)                                          |
| ---                                                                                                | Agila I (549-554)                                                                                    | Período oscuro: Veremondo e Teodemondo (??) (469-550)                                          |
| ---                                                                                                | Atanagildo (554-568)                                                                                 | Carriarico (550-559) Convertito al cattolicesimo nell'anno 550.                                |
| ---                                                                                                | Atanagildo (554-568)                                                                                 | Ariamiro (559-561)                                                                             |
| ---                                                                                                | Liuva I (568-572)                                                                                    | Teodemaro (561-570) Primo Concilio di Braga (561-563)                                          |
| ---                                                                                                | Liuva I (568-572)                                                                                    | Miro (570-583) Secondo Concilio di Braga (572)                                                 |
| ---                                                                                                | Leovigildo (572-586)                                                                                 | Eborico (583-584) chiamato anche Eurico                                                        |
| ---                                                                                                | Leovigildo (572-586)                                                                                 | Andeca (584-585) gli svevi sono sottomessi dai visigoti                                        |
| ---                                                                                                | Leovigildo (572-586)                                                                                 | Malarico (585-586) pretendente al trono, battuto e imprigionato                                |
| ---                                                                                                | Recaredo I (586-601) Convertito al cattolicesimo, nel 589, al III Concilio di Toledo                 |                                                                                                |
| ---                                                                                                | Liuva II (601-603)                                                                                   |                                                                                                |
| ---                                                                                                | Viterico (603-610)                                                                                   |                                                                                                |
| ---                                                                                                | Gundemaro (610-612)                                                                                  |                                                                                                |
| ---                                                                                                | Sisebuto (612-621)                                                                                   |                                                                                                |
| ---                                                                                                | Recaredo II (621)                                                                                    |                                                                                                |
| ---                                                                                                | Suintila (621-631) nel 629 fu il primo re di totius Spaniae.                                         |                                                                                                |
| ---                                                                                                | Sisenando (631-636) IV Concilio di Toledo                                                            |                                                                                                |
| ---                                                                                                | Chintila (636-640) V Concilio di Toledo VI concilio di Toledo                                        |                                                                                                |
| ---                                                                                                | Tulga (640-642)                                                                                      |                                                                                                |
| ---                                                                                                | Chindasvindo (642-653) VII Concilio di Toledo                                                        |                                                                                                |
| ---                                                                                                | Reccesvindo (653-672) VIII Concilio di Toledo IX Concilio di Toledo X Concilio di Toledo             |                                                                                                |
| ---                                                                                                | Vamba (672-680) XI concilio di Toledo                                                                |                                                                                                |
| ---                                                                                                | Ervige (680-687) XII Concilio di Toledo XIII Concilio di Toledo XIV Concilio di Toledo               |                                                                                                |
| ---                                                                                                | Egica (687-702) XV Concilio di Toledo XVI Concilio di Toledo XVII Concilio di Toledo                 |                                                                                                |
| ---                                                                                                | Witiza (702-710) XVIII Concilio di Toledo                                                            |                                                                                                |
| ---                                                                                                | Roderico (710-711)                                                                                   |                                                                                                |
| ---                                                                                                | Agila II (711-714/716)                                                                               |                                                                                                |
| ---                                                                                                | Ardo (714/716-720/721)                                                                               |                                                                                                |

## al-Andalus

### Wālīdi al-Andalus
- Ṭāriq ibn Ziyād (711-712])
- Mūsā ibn Nuṣayr (712-714)
- ʿAbd al-ʿAzīz ibn Mūsā (714-716)
- Ayyūb ibn Ḥabīb al-Lakhmī (716) ad interim
- al-Ḥurr ibn ʿAbd al-Raḥmān al-Thaqafī (716-719)
- al-Samḥ ibn Mālik al-Khawlānī (719-721)
- ʿAbd al-Raḥmān ibn ʿAbd Allāh al-Ghāfiqī (721) ad interim
- ʿAnbasa ibn Suḥaym al-Kalbī (721-726)
- ʿUdhra ibn ʿAbd Allāh al-Fihrī (726)
- Yaḥyā ibn Salāma al-Kalbī (726-728)
- Ḥudhayfa ibn al-Aḥwās al-Qaysī (728)
- ʿUthmān ibn Abī Nisʿa al-Judhʿāmī (728-729)
- al-Ḥaytham ibn ʿUbayd al-Kilābī (729-730)
- Muḥammad ibn ʿAbd Allāh al-Ashjāʿī (730)
- ʿAbd al-Raḥmān ibn ʿAbd Allāh al-Ghāfiqī(730-732) 2ª volta
- ʿAbd al-Malik ibn Qaḥṭān al-Fihrī (732-734)
- ʿUqba ibn al-Ḥajjāj al-Salūlī (734-740)
- ʿAbd al-Malik ibn Qaḥṭān al-Fihrī (740-742) 2ª volta
- Balj ibn Bishr al-Qushayrī (742)
- Thaʿlaba ibn Salāma al-ʿĀmilī (742)
- Abū l-Khaṭṭār al-Ḥuṣām ibn Dirār al-Kalbī (742-745)
- Thuwāba ibn Salāma al-Judhʿāmī (745-746)
- Yūsuf ibn ʿAbd al-Raḥmān al-Fihrī (746-756)

### Emiri di al-Andalus
- ʿAbd al-Raḥmān I ibn Muʿāwiya (756-788) (capostipite degli Omayyadi di Spagna e fondatore dell'emirato di Cordova, indipendente da Damasco)
- Hishām I ibn ʿAbd al-Raḥmān (788-796)
- al-Ḥakam I ibn Hishām (796-822)
- ʿAbd al-Raḥmān II ibn al-Ḥakam (822-852)
- Muḥammad I ibn ʿAbd al-Raḥmān (852-886)
- al-Mundhir ibn Muhammad I (886-888)
- ʿAbd Allāh ibn Muḥammad (888-912)
- ʿAbd al-Raḥmān III ibn Muḥammad (912-929)

### Califfi di al-Andalus
- ʿAbd al-Raḥmān III ibn Muḥammad (929-961) (inizio del califfato nel 929)
- al-Ḥakam II ibn ʿAbd al-Raḥmān (961-976)
- Hishām II ibn al-Ḥakam (976-1008 nel 1009 e 1010-1013) (però il potere fu nelle mani di Almanzor, Abd al-Malik al-Muzaffar e Abd al-Rahman Sanchuelo)
- Muḥammad II (al-Mahdī) ibn Hishām (1008-1009 e 1010)
- Sulaymān ibn al-Ḥakam, "al-Mustaʿīn" (1009-1010 e 1013-1016)
- ʿAlī ibn Ḥammūd della dinastia hammudita (1016-1018)
- ʿAbd al-Raḥmān IV ibn Muḥammad (1018)
- al-Qāsim al-Ma'mūn della dinastia hammudita (1018-1021) e 1023
- Yaḥyā ibn ʿAlī della dinastia hammudita (1021-1023) e (1025-1026)
- ʿAbd al-Raḥmān V ibn Hishām (1023-1024)
- Muḥammad III ibn ʿAbd al-Raḥmān (1024-1025)
- Hishām III ibn Muḥammad (1026-1031)

#### Consiglio di Notabili
Dopo la cacciata di Hishām III fu costituito un consiglio che continuò ad amministrare il califfato, ridotto a un piccolo territorio nei dintorni di Cordova, e secondo la Histoire des Almohades / d'Abd el- Wâh'id Merrâkechi era guidato dal visir Aboul-Hazim Djawar b. Mohammed, che cinque anni prima era stato l'artefice della nomina a califfo di Hisham III ibn Muhammad e dopo la sua morte dal figlio, il visir, Aboul-Walid Mohammad b. Djahwar, che governò fino al 1053, quando Cordova venne occupata dall'emiro della taifa di Toledo, al-Mamun, che la fece governare da un Berbero di nome Mousa Ibn Okacha, fino al 1070, quando Cordova fu conquistata dall'emiro della Taifa di Siviglia, Muhammad al-Muʿtamid, che annesse Cordova alla Taifa di Siviglia.

### Regni di Taifa
I regni o emirati di Taifa furono piccoli Stati sorti nella penisola iberica a seguito della dissoluzione (iniziata con l'abdicazione del califfo di Cordova, Hishām II, nel 1008), e conseguente scomparsa del califfato della dinastia degli Omayyadi nel 1031, con la deposizione di Hisham III ibn Muhammad.

#### Il primo periodo di espansione dei suddetti regni viene ricordato come: Prima Taifa (1009-1106)

Regni di taifa nel 1037

Regni di taifa nel 1080

- Albarracín: 1012-1104 (Almoravidi)
- Algeciras: 1013-1026 (Málaga); 1035-55 (Siviglia)
- Almería: 1012-91 (Almoravidi)
- Alpuente: 1009-1106 (Almoravidi)
- Arcos: 1012-69 (Siviglia)
- Badajoz: 1009-1095 (Almoravidi)
- Isole Baleari o Maiorca: 1076-1116 (Almoravidi)
- Ceuta: 1061-1084 (Almoravidi)
- Calatayud: 1046-1055 (Saragozza)
- Carmona: 1013-67 (Siviglia)
- Denia: 1010-76 (Saragozza)
- Granada: 1013-90 (Almoravidi)
- Huelva: 1012-52 (Siviglia)
- Jaén: 1018-19 (Granada)
- Jerica: 1065-1075 circa
- Lérida: 1031-1078 (Saragozza); 1082-1102 (Almoravidi)
- Lisbona: 1022-34 (Badajoz)
- Lorca: 1042-91 (Almoravidi)
- Málaga: 1026-57 (Ziridi); 1073-90 (Almoravidi)
- Melilla: 1030-1079 (Almoravidi)
- Mértola: 1033-44 (Siviglia)
- Molina: 1036-1046 (Saragozza); 1085-1129 (Aragonesi)
- Morón: 1014-66 (Siviglia)
- Murcia: 1012/13-78 (Siviglia); 1145-1172 (Almohadi); 1228-1243 (castigliani)
- Murviedro e Sagunto: 1086-92 (Almoravidi)
- Niebla: 1023-53 (Siviglia)
- Ronda: 1015-66 (Siviglia)
- Santa María del Algarve: 1016-52 (Siviglia)
- Segorbe: 1065-1075
- Siviglia: 1023-91 (Almoravidi)
- Silves: 1027-63 (Siviglia)
- Talavera de la Reina: 1073/80 (Toledo)
- Toledo: 1035-85 (castigliani)
- Tortosa: 1009-61 (Saragozza)
- Tudela: 1031-40 (Saragozza)
- Valencia: 1011-1102 (Almoravidi)
- Saragozza: 1018-1110 (Almoravidi)

In seguito alla conquista di al-Andalus da parte degli Almoravidi, una dinastia berbera, proveniente dal Sahara, vi fu una diminuzione di emirati indipendenti ed è ricordato come

#### Impero almoravide (1086-1146)
Califfi almoravidi di al-Andalus:
- Yūsuf ibn Tāshfīn (1086-1106)
- ʿAlī b. Yūsuf (1106-1143)
- Tāshfīn ibn ʿAlī (1143-1146)

Quando l'Impero almoravide perdette vigore vi fu un secondo periodo di espansione dei regni che viene ricordato come

#### Seconda Taifa (1142-1170)
- Badajoz: 1145-50 (Almohadi)
- Beja e Évora: 1144-50 (Almohadi)

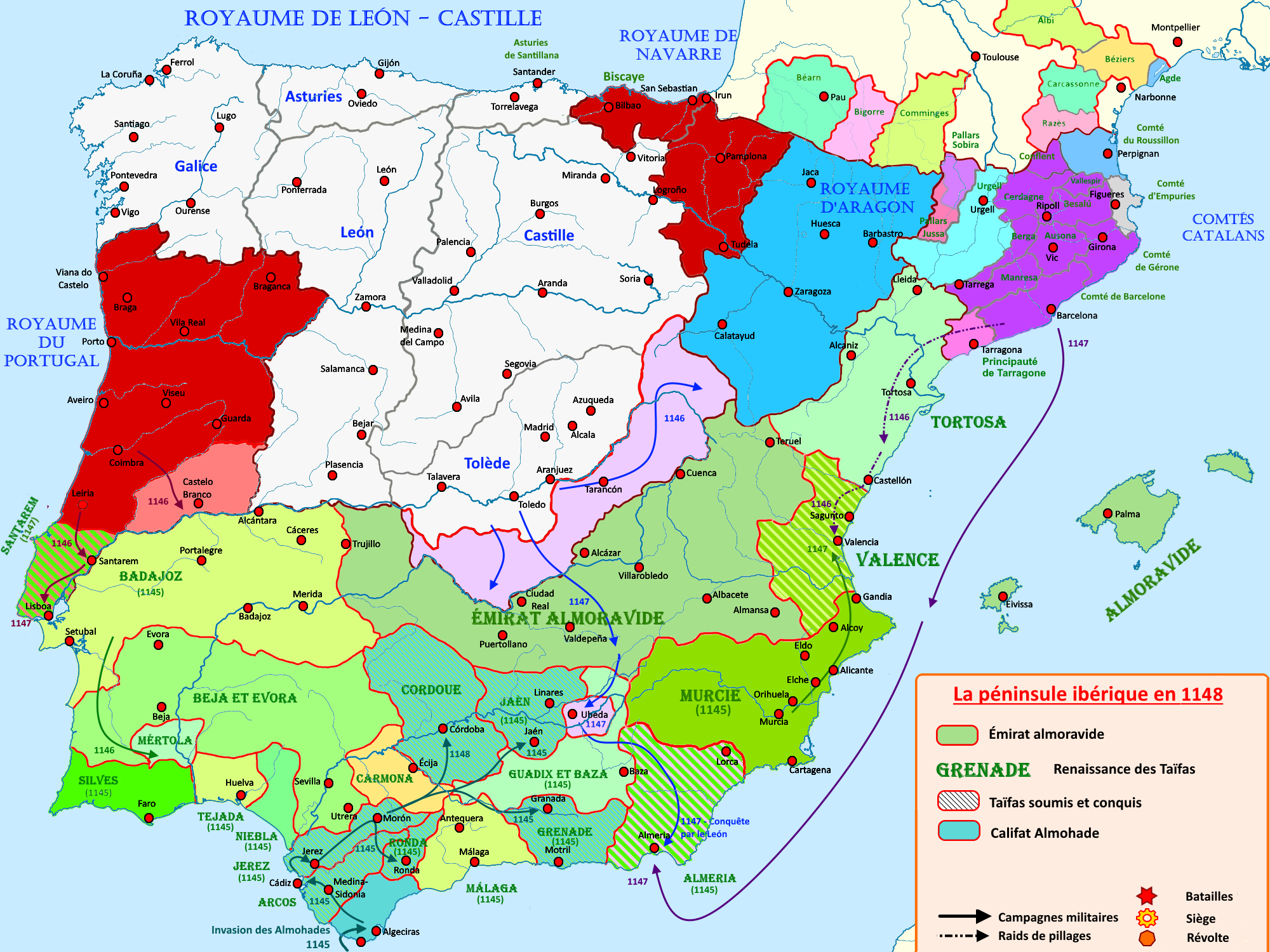
Regni di taifa nel 1148

- Constantina e Hornachuelos: 1143-50 (Almohadi)
- Guadix e Baza: 1145-51 (Murcia)
- Jaén: 1145-1159 (Murcia)
- Jerez: 1145 (Almohadi)
- Málaga: 1145-53 (Almohadi)
- Maiorca: 1147-1203 (Ultimo ridotto Almoravide) (Almohadi)
- Mértola: 1144-45 (Badajoz); 1146-51 (Almohadi)
- Murcia: 1145 (Valencia); 1147-72 (Almohadi)
- Niebla: 1145-50 (Almohadi)
- Purchena 1145-50 (Murcia)
- Santarém: 1144-45 (Badajoz)
- Segura: 1147-50 (Murcia)
- Silves: 1145-55 (Almohadi)
- Tavira: 1146-50 (Almohadi)
- Tejada: 1145-50 (Almohadi)
- Valencia: 1144-72 (Almohadi)

In seguito alla conquista di al-Andalus da parte degli Almohadi, un movimento religioso e una dinastia berbera di fede musulmana che era sorta in opposizione agli Almoravidi, vi fu una diminuzione di emirati indipendenti ed è ricordato come

#### Impero almohade (1146-1228)
Califfi almohadi di al-Andalus:
- ʿAbd al-Muʾmin 1146–1163
- Abū Yaʿqūb Yūsuf 1163–1184
- Abū Yūsuf Yaʿqūb al-Manṣūr 1184–1199
- Muhammad al-Nāṣir 1199-1213
- Yūsuf al-Mustanṣir 1213–1223
- Abd al-Wahid I 1223
- Abū Muḥammad ʿAbd Allāh al-ʿĀdil 1223–1227
- Abū al-ʿAlāʾ Idrīs al-Maʾmūn 1227–1228

Quando l'Impero almohade perdette vigore, dopo la sconfitta subita a Las Navas de Tolosa vi fu un terzo periodo di espansione dei regni che viene ricordato come 

#### Terza Taifa (1212-1250)
- Arjona: 1232-1244 (castigliani)
- Badajoz: 1212-1230 (castigliani)
- Baeza: 1224-1226 (castigliani)

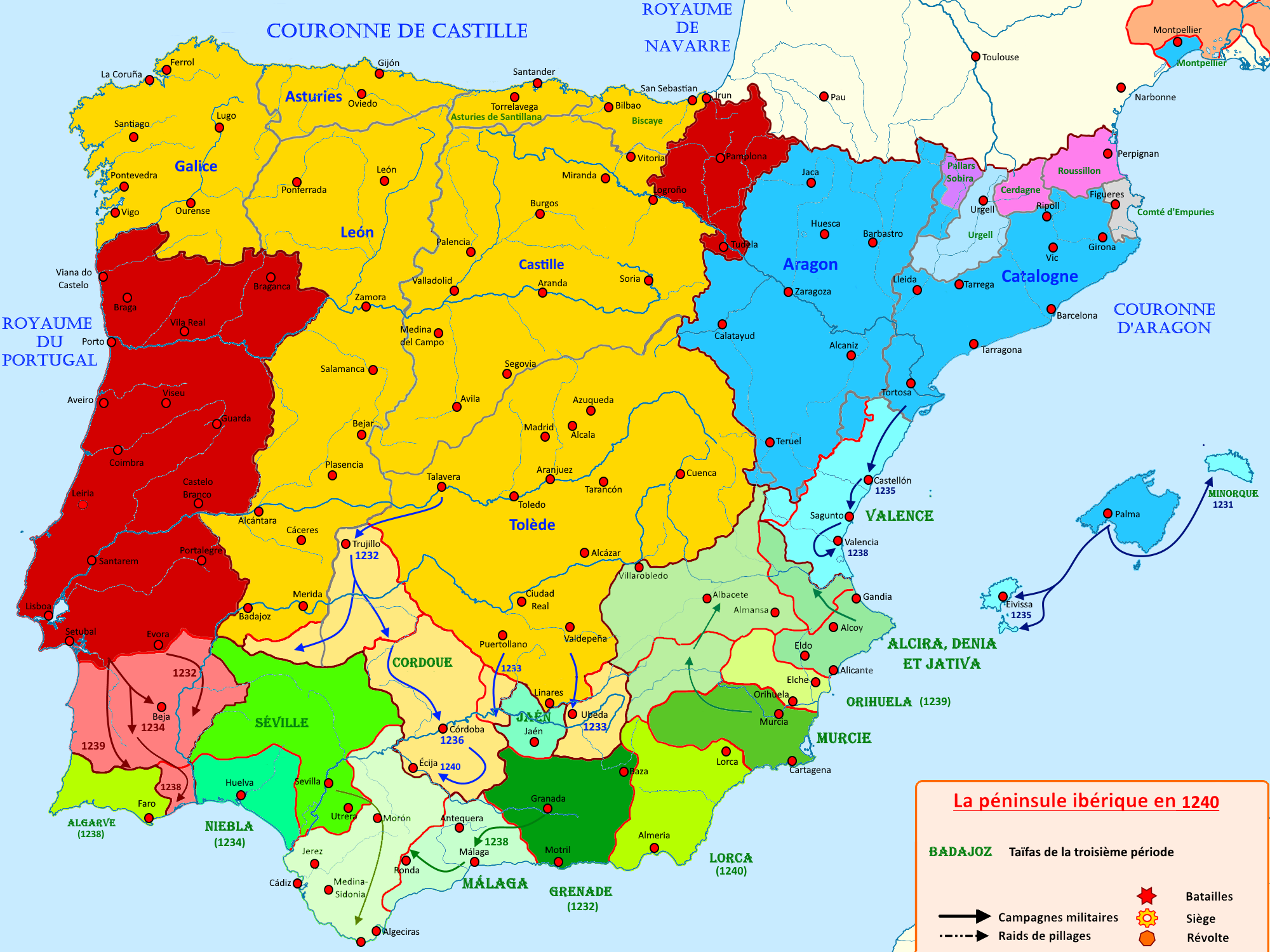
Regni di taifa nel 1240

- Ceuta: 1233-1236 (Almohadi); 1249-1305 (Nasridi); 1315-1327 (Merinidi)
- Cordova: 1212-1236 (castigliani)
- Denia: 1224-1227 (Almohadi); 1229-1244 (Aragonesi)
- Granada: 1227-1237 (Nasridi)
- Lorca: 1228-1250 (Murcia)
- Málaga: 1229-1238 (Nasridi)
- Minorca: 1231-1287 (Aragonesi)
- Murcia: 1228-66 (castigliani). Dipendente dal Regno di Castiglia dal 1243.
- Niebla: 1234-1262 (castigliani)
- Orihuela: 1239/1240-1249/1250 (castigliani)
- Siviglia: 1246-1248 (castigliani)
- Valencia: 1228/1229-1238 (Aragonesi)

Verso la metà del XIII secolo i piccoli emirati erano stati conquistati o resi vassalli dei regni cristiani, riducendo al-Andalus al solo:

#### Regno di Granada (1232-1492)
- Nasridi

## Regni cristiani durante laReconquista
| Regno del Portogallo | Regno di Galizia | Regno delle Asturie | Regno di León | Regno di Castiglia / Corona di Castiglia | Regno di Navarra | Regno di Aragona / Corona d'Aragona | Contea di Barcellona / Principato di Catalogna |
| --- | --- | Pelagio (718-737) | --- | --- | --- | --- | --- |
| --- | --- | Favila o Fáfila (737-739) | --- | --- | --- | --- | --- |
| --- | Alfonso I il Cattolico (739-757) si proclamò re delle Asturie. | Alfonso I il Cattolico (739-757) si proclamò re delle Asturie. | --- | --- | --- | --- | --- |
| --- | Fruela I (757-768) | Fruela I (757-768) | --- | --- | --- | --- | --- |
| --- | Aurelio (768-774) | Aurelio (768-774) | --- | --- | --- | --- | --- |
| --- | Silo (774-783) | Silo (774-783) | --- | --- | --- | --- | --- |
| --- | Mauregato (783-789) | Mauregato (783-789) | --- | --- | --- | --- | --- |
| --- | Bermudo I il Diacono (789-791) | Bermudo I il Diacono (789-791) | --- | --- | --- | --- | --- |
| --- | Alfonso II il Casto (791-842) | Alfonso II il Casto (791-842) | Alfonso II il Casto (791-842) | Alfonso II il Casto (791-842) | --- | Aureolus (802-809) conte d'Aragona | Berà (801-820) |
| --- | Alfonso II il Casto (791-842) | Alfonso II il Casto (791-842) | Alfonso II il Casto (791-842) | Alfonso II il Casto (791-842) | Inigo I Arista (810-852) re di Pamplona | Aznar I (809-823) conte d'Aragona | Berà (801-820) |
| --- | Alfonso II il Casto (791-842) | Alfonso II il Casto (791-842) | Alfonso II il Casto (791-842) | Alfonso II il Casto (791-842) | Inigo I Arista (810-852) re di Pamplona | Garcia I Galindez (823-833) conte d'Aragona | Rampò (820-826) |
| --- | Alfonso II il Casto (791-842) | Alfonso II il Casto (791-842) | Alfonso II il Casto (791-842) | Alfonso II il Casto (791-842) | Inigo I Arista (810-852) re di Pamplona | Garcia I Galindez (823-833) conte d'Aragona | Bernardo di Settimania 1º regno (826-832) |
| --- | Alfonso II il Casto (791-842) | Alfonso II il Casto (791-842) | Alfonso II il Casto (791-842) | Alfonso II il Casto (791-842) | Inigo I Arista (810-852) re di Pamplona | Garcia I Galindez (823-833) conte d'Aragona | Berengario il Saggio (832-835) |
| --- | Nepoziano (usurpatore) (circa 842-842) | Nepoziano (usurpatore) (circa 842-842) | Nepoziano (usurpatore) (circa 842-842) | Nepoziano (usurpatore) (circa 842-842) | Jimeno I Garcés (circa 844-851) co-regnante | Garcia I Galindez (823-833) conte d'Aragona | Bernardo di Settimania 2º regno (836-844) |
| --- | Ramiro I (842-850) | Ramiro I (842-850) | Ramiro I (842-850) | Ramiro I (842-850) | García II Jiménez (850-882) co-reggente e co-regnante | Galindo Garces (833-844) conte d'Aragona | Sunifredo I (844-848) |
| --- | Ramiro I (842-850) | Ramiro I (842-850) | Ramiro I (842-850) | Ramiro I (842-850) | García II Jiménez (850-882) co-reggente e co-regnante | Galindo Garces (833-844) conte d'Aragona | Guglielmo di Settimania (848-850) |
| --- | Ramiro I (842-850) | Ramiro I (842-850) | Ramiro I (842-850) | Ramiro I (842-850) | García II Jiménez (850-882) co-reggente e co-regnante | Galindo Garces (833-844) conte d'Aragona | Alerano e Isembardo (850-852) |
| Ordoño I (850-866) Nominò i suoi vassalli Rodrigo di Castiglia (circa 850-873) e Pedro Theón (850-868), rispettivamente, conte di Castiglia e conte in Galizia. | Ordoño I (850-866) Nominò i suoi vassalli Rodrigo di Castiglia (circa 850-873) e Pedro Theón (850-868), rispettivamente, conte di Castiglia e conte in Galizia. | Ordoño I (850-866) Nominò i suoi vassalli Rodrigo di Castiglia (circa 850-873) e Pedro Theón (850-868), rispettivamente, conte di Castiglia e conte in Galizia. | Ordoño I (850-866) Nominò i suoi vassalli Rodrigo di Castiglia (circa 850-873) e Pedro Theón (850-868), rispettivamente, conte di Castiglia e conte in Galizia. | Ordoño I (850-866) Nominò i suoi vassalli Rodrigo di Castiglia (circa 850-873) e Pedro Theón (850-868), rispettivamente, conte di Castiglia e conte in Galizia. | García I Íñiguez (852-882) re di Pamplona | Galindo II Aznarez (844-867) conte d'Aragona | Odalrico (852-858) |
| Ordoño I (850-866) Nominò i suoi vassalli Rodrigo di Castiglia (circa 850-873) e Pedro Theón (850-868), rispettivamente, conte di Castiglia e conte in Galizia. | Ordoño I (850-866) Nominò i suoi vassalli Rodrigo di Castiglia (circa 850-873) e Pedro Theón (850-868), rispettivamente, conte di Castiglia e conte in Galizia. | Ordoño I (850-866) Nominò i suoi vassalli Rodrigo di Castiglia (circa 850-873) e Pedro Theón (850-868), rispettivamente, conte di Castiglia e conte in Galizia. | Ordoño I (850-866) Nominò i suoi vassalli Rodrigo di Castiglia (circa 850-873) e Pedro Theón (850-868), rispettivamente, conte di Castiglia e conte in Galizia. | Ordoño I (850-866) Nominò i suoi vassalli Rodrigo di Castiglia (circa 850-873) e Pedro Theón (850-868), rispettivamente, conte di Castiglia e conte in Galizia. | García I Íñiguez (852-882) re di Pamplona | Galindo II Aznarez (844-867) conte d'Aragona | Unifredo (858-864) |
| Ordoño I (850-866) Nominò i suoi vassalli Rodrigo di Castiglia (circa 850-873) e Pedro Theón (850-868), rispettivamente, conte di Castiglia e conte in Galizia. | Ordoño I (850-866) Nominò i suoi vassalli Rodrigo di Castiglia (circa 850-873) e Pedro Theón (850-868), rispettivamente, conte di Castiglia e conte in Galizia. | Ordoño I (850-866) Nominò i suoi vassalli Rodrigo di Castiglia (circa 850-873) e Pedro Theón (850-868), rispettivamente, conte di Castiglia e conte in Galizia. | Ordoño I (850-866) Nominò i suoi vassalli Rodrigo di Castiglia (circa 850-873) e Pedro Theón (850-868), rispettivamente, conte di Castiglia e conte in Galizia. | Ordoño I (850-866) Nominò i suoi vassalli Rodrigo di Castiglia (circa 850-873) e Pedro Theón (850-868), rispettivamente, conte di Castiglia e conte in Galizia. | Íñigo II Garcés (882-905) co-regnante | Galindo II Aznarez (844-867) conte d'Aragona | Bernardo di Gotia (865-878) |
| Alfonso III Magno (866-910) Nominò Vímara Peres (868-873 conte del Portogallo, al quale succedette Lucídio Vimaranes (873-922) e Diego Rodriguez Porcelos (873 - circa 885) conte di Castiglia, al quale succedette Nuño Muñoz (circa 899- circa 909). | Alfonso III Magno (866-910) Nominò Vímara Peres (868-873 conte del Portogallo, al quale succedette Lucídio Vimaranes (873-922) e Diego Rodriguez Porcelos (873 - circa 885) conte di Castiglia, al quale succedette Nuño Muñoz (circa 899- circa 909). | Alfonso III Magno (866-910) Nominò Vímara Peres (868-873 conte del Portogallo, al quale succedette Lucídio Vimaranes (873-922) e Diego Rodriguez Porcelos (873 - circa 885) conte di Castiglia, al quale succedette Nuño Muñoz (circa 899- circa 909). | Alfonso III Magno (866-910) Nominò Vímara Peres (868-873 conte del Portogallo, al quale succedette Lucídio Vimaranes (873-922) e Diego Rodriguez Porcelos (873 - circa 885) conte di Castiglia, al quale succedette Nuño Muñoz (circa 899- circa 909). | Alfonso III Magno (866-910) Nominò Vímara Peres (868-873 conte del Portogallo, al quale succedette Lucídio Vimaranes (873-922) e Diego Rodriguez Porcelos (873 - circa 885) conte di Castiglia, al quale succedette Nuño Muñoz (circa 899- circa 909). | Fortunato Garcés il Monaco (882-905) re di Pamplona e poi re di Navarra | Aznar II Galindez (867-893) conte d'Aragona | Goffredo il Villoso (878-897) |
| Ordono II (910-924) Nominò Diego Fernandes (922-926) conte del Portogallo. Nel 914 si proclamò re di León. | Ordono II (910-924) Nominò Diego Fernandes (922-926) conte del Portogallo. Nel 914 si proclamò re di León. | Fruela II (910-924) | García I di León (910-914) Nominò Gonzalo Fernández (circa 909-916) conte di Burgos. | García I di León (910-914) Nominò Gonzalo Fernández (circa 909-916) conte di Burgos. | Sancho I Garcés (905-925) | Galindo III Aznarez (893-922) conte d'Aragona | Borrell I (898-911) |
| Ordono II (910-924) Nominò Diego Fernandes (922-926) conte del Portogallo. Nel 914 si proclamò re di León. | Ordono II (910-924) Nominò Diego Fernandes (922-926) conte del Portogallo. Nel 914 si proclamò re di León. | Fruela II (910-924) | Ordono II (914-924) Nominò Fernando Ansúrez (916-929) conte di Castiglia. | Ordono II (914-924) Nominò Fernando Ansúrez (916-929) conte di Castiglia. | Sancho I Garcés (905-925) | Galindo III Aznarez (893-922) conte d'Aragona | Sunyer I (911-947) |
| Fruela II (924-925) Unendo i tre regni (Asturie, Leon e Galizia) si proclamò re di León. | | | | | Sancho I Garcés (905-925) | Galindo III Aznarez (893-922) conte d'Aragona | Sunyer I (911-947) |
| Alfonso Froilaz (925-926) Nominò Ermenegildo González (926-943) conte del Portogallo. | Alfonso Froilaz (925-926) Nominò Ermenegildo González (926-943) conte del Portogallo. | Alfonso Froilaz (925) | Alfonso Froilaz (925) | Alfonso Froilaz (925) | Sancho I Garcés (905-925) | Andregoto Galíndez (922-940) contessa d'Aragona, sola fino al 933, poi con il marito Garcia Sanchez I. | Sunyer I (911-947) |
| Sancho Ordóñez (926-929) | Sancho Ordóñez (926-929) | Alfonso IV (925-929) | Alfonso IV (925-929) | Alfonso IV (925-929) | Jimeno II Garces (925-931) reggente | Andregoto Galíndez (922-940) contessa d'Aragona, sola fino al 933, poi con il marito Garcia Sanchez I. | Sunyer I (911-947) |
| Alfonso IV (929-930) Nominò Gutier Núñez (929-931) conte di Castiglia. | | | | | Jimeno II Garces (925-931) reggente | Andregoto Galíndez (922-940) contessa d'Aragona, sola fino al 933, poi con il marito Garcia Sanchez I. | Sunyer I (911-947) |
| Ramiro II (930-951) Nominò Muniadona Díaz (943-950) contessa del Portogallo, a cui succedette Gonzalo Menéndez (950-997) figlio suo e di Ermenegildo. | Ramiro II (930-951) Nominò Muniadona Díaz (943-950) contessa del Portogallo, a cui succedette Gonzalo Menéndez (950-997) figlio suo e di Ermenegildo. | Ramiro II (930-951) Nominò Muniadona Díaz (943-950) contessa del Portogallo, a cui succedette Gonzalo Menéndez (950-997) figlio suo e di Ermenegildo. | Ramiro II (930-951) Nominò Muniadona Díaz (943-950) contessa del Portogallo, a cui succedette Gonzalo Menéndez (950-997) figlio suo e di Ermenegildo. | Fernán González (931-970) primo conte di Castiglia indipendente dai re di León | Garcia Sanchez I (925-970) sotto reggenza, prima dello zio, Jimeno, e, dal 931 al 935. della madre, Toda di Navarra. Dal 933 al 940 governò anche l'Aragona con la moglie, Andregoto Galíndez, e poi fino al 970, da solo              | Garcia Sanchez I (925-970) sotto reggenza, prima dello zio, Jimeno, e, dal 931 al 935. della madre, Toda di Navarra. Dal 933 al 940 governò anche l'Aragona con la moglie, Andregoto Galíndez, e poi fino al 970, da solo | Sunyer I (911-947) |
| Ordoño III (951-956) | Ordoño III (951-956) | Ordoño III (951-956) | Ordoño III (951-956) | Fernán González (931-970) primo conte di Castiglia indipendente dai re di León | Garcia Sanchez I (925-970) sotto reggenza, prima dello zio, Jimeno, e, dal 931 al 935. della madre, Toda di Navarra. Dal 933 al 940 governò anche l'Aragona con la moglie, Andregoto Galíndez, e poi fino al 970, da solo              | Garcia Sanchez I (925-970) sotto reggenza, prima dello zio, Jimeno, e, dal 931 al 935. della madre, Toda di Navarra. Dal 933 al 940 governò anche l'Aragona con la moglie, Andregoto Galíndez, e poi fino al 970, da solo | Mirò con il fratello Borrell II (947-966) |
| Sancho I (956-967) intramezzato da Ordoño IV di León (958-960) | | | | Fernán González (931-970) primo conte di Castiglia indipendente dai re di León | Garcia Sanchez I (925-970) sotto reggenza, prima dello zio, Jimeno, e, dal 931 al 935. della madre, Toda di Navarra. Dal 933 al 940 governò anche l'Aragona con la moglie, Andregoto Galíndez, e poi fino al 970, da solo              | Garcia Sanchez I (925-970) sotto reggenza, prima dello zio, Jimeno, e, dal 931 al 935. della madre, Toda di Navarra. Dal 933 al 940 governò anche l'Aragona con la moglie, Andregoto Galíndez, e poi fino al 970, da solo | Mirò con il fratello Borrell II (947-966) |
| Ramiro III (967-984) | Ramiro III (967-984) | Ramiro III (967-984) | Ramiro III (967-984) | García Fernández (970-995) conte di Castiglia | Sancho Garces II Abarca (970-994) Eredita la Contea di Aragona. | Sancho Garces II Abarca (970-994) Eredita la Contea di Aragona. | Borrell II (966-992) |
| Bermudo II il Gottoso (984-999) Nominò Mendo II Gonçalves (997-1008) conte del Portogallo. | Bermudo II il Gottoso (984-999) Nominò Mendo II Gonçalves (997-1008) conte del Portogallo. | Bermudo II il Gottoso (984-999) Nominò Mendo II Gonçalves (997-1008) conte del Portogallo. | Bermudo II il Gottoso (984-999) Nominò Mendo II Gonçalves (997-1008) conte del Portogallo. | Sancho Garcés (995-1017) conte di Castiglia | Garcia Sanchez II il Tremolante (994-1000) | Garcia Sanchez II il Tremolante (994-1000) | Raimondo Borrell III (992-1017) |
| Alfonso V (999- 1028) Nominò Alvito Nunes (1008-1016) conte del Portogallo, al quale succedette il figlio Nuno I Alvites (1016-1028). | Alfonso V (999- 1028) Nominò Alvito Nunes (1008-1016) conte del Portogallo, al quale succedette il figlio Nuno I Alvites (1016-1028). | Alfonso V (999- 1028) Nominò Alvito Nunes (1008-1016) conte del Portogallo, al quale succedette il figlio Nuno I Alvites (1016-1028). | Alfonso V (999- 1028) Nominò Alvito Nunes (1008-1016) conte del Portogallo, al quale succedette il figlio Nuno I Alvites (1016-1028). | García Sánchez (1017-1029) conte di Castiglia | Sancho Garces III il Grande (1000-1035) conte di Sobrarbe dal 1016. | Sancho Garces III il Grande (1000-1035) conte di Sobrarbe dal 1016. | Berengario Raimondo I lo Storpio 1018-1035 |
| Alfonso V (999- 1028) Nominò Alvito Nunes (1008-1016) conte del Portogallo, al quale succedette il figlio Nuno I Alvites (1016-1028). | Alfonso V (999- 1028) Nominò Alvito Nunes (1008-1016) conte del Portogallo, al quale succedette il figlio Nuno I Alvites (1016-1028). | Alfonso V (999- 1028) Nominò Alvito Nunes (1008-1016) conte del Portogallo, al quale succedette il figlio Nuno I Alvites (1016-1028). | Alfonso V (999- 1028) Nominò Alvito Nunes (1008-1016) conte del Portogallo, al quale succedette il figlio Nuno I Alvites (1016-1028). | Munia (1029-1032) contessa di Castiglia e dal 1017 anche contessa di Ribagorza. | Sancho Garces III il Grande (1000-1035) conte di Sobrarbe dal 1016. | Sancho Garces III il Grande (1000-1035) conte di Sobrarbe dal 1016. | Berengario Raimondo I lo Storpio 1018-1035 |
| Alfonso V (999- 1028) Nominò Alvito Nunes (1008-1016) conte del Portogallo, al quale succedette il figlio Nuno I Alvites (1016-1028). | Alfonso V (999- 1028) Nominò Alvito Nunes (1008-1016) conte del Portogallo, al quale succedette il figlio Nuno I Alvites (1016-1028). | Alfonso V (999- 1028) Nominò Alvito Nunes (1008-1016) conte del Portogallo, al quale succedette il figlio Nuno I Alvites (1016-1028). | Alfonso V (999- 1028) Nominò Alvito Nunes (1008-1016) conte del Portogallo, al quale succedette il figlio Nuno I Alvites (1016-1028). | Sancho Garces III, il Grande (1032-1035) subentrò alla moglie Munia in Castiglia e Ribagorza. | | | Berengario Raimondo I lo Storpio 1018-1035 |
| Bermudo III (1028-1037) Nominò Mendo III Nunes (1028-1050) conte del Portogallo. | Bermudo III (1028-1037) Nominò Mendo III Nunes (1028-1050) conte del Portogallo. | Bermudo III (1028-1037) Nominò Mendo III Nunes (1028-1050) conte del Portogallo. | Bermudo III (1028-1037) Nominò Mendo III Nunes (1028-1050) conte del Portogallo. | Ferdinando I il Grande (1035-1037) re di Castiglia. | Garcia Sanchez III (1035-1054) | Ramiro I (1035-1063) re d'Aragona annesse Sobrarbe e Ribagorza, nel 1045, alla morte del fratellastro Gonzalo. | Raimondo Berengario I il Vecchio 1035-1076 |
| Ferdinando I (1037-1065), re di Castiglia, assieme alla moglie Sancha I, regina di León, unione dinastica dei regni di Castiglia e di León. Nominò Nuno II Mendes (1050-1071) conte del Portogallo. | | | | | Garcia Sanchez III (1035-1054) | Ramiro I (1035-1063) re d'Aragona annesse Sobrarbe e Ribagorza, nel 1045, alla morte del fratellastro Gonzalo. | Raimondo Berengario I il Vecchio 1035-1076 |
| García I di Galizia (1065-1072) | García I di Galizia (1065-1072) | Alfonso VI (1065-1072) | Alfonso VI (1065-1072) | Sancho II (1065-1072) | Sancho Garces IV (1054-1076) | Sancho Ramírez (1063-1076) | Raimondo Berengario I il Vecchio 1035-1076 |
| Alfonso VI (1072-1109) unione dei regni di Castiglia, di León e di Galizia. Al marito della figlia Urraca, Raimondo di Borgogna (1093-1107), assegnò il governo della Galizia, mentre a Enrico di Borgogna (1093-1112), promesso sposo della figlia naturale Teresa, assegnò, in subordine alla Galizia, la contea del Portogallo. A quest'ultimo successe la stessa Teresa (1112-1128) come contessa del Portogallo. Conquistò la Taifa di Toledo. Il suo rapporto con il Cid fu burrascoso. | Alfonso VI (1072-1109) unione dei regni di Castiglia, di León e di Galizia. Al marito della figlia Urraca, Raimondo di Borgogna (1093-1107), assegnò il governo della Galizia, mentre a Enrico di Borgogna (1093-1112), promesso sposo della figlia naturale Teresa, assegnò, in subordine alla Galizia, la contea del Portogallo. A quest'ultimo successe la stessa Teresa (1112-1128) come contessa del Portogallo. Conquistò la Taifa di Toledo. Il suo rapporto con il Cid fu burrascoso. | Alfonso VI (1072-1109) unione dei regni di Castiglia, di León e di Galizia. Al marito della figlia Urraca, Raimondo di Borgogna (1093-1107), assegnò il governo della Galizia, mentre a Enrico di Borgogna (1093-1112), promesso sposo della figlia naturale Teresa, assegnò, in subordine alla Galizia, la contea del Portogallo. A quest'ultimo successe la stessa Teresa (1112-1128) come contessa del Portogallo. Conquistò la Taifa di Toledo. Il suo rapporto con il Cid fu burrascoso. | Alfonso VI (1072-1109) unione dei regni di Castiglia, di León e di Galizia. Al marito della figlia Urraca, Raimondo di Borgogna (1093-1107), assegnò il governo della Galizia, mentre a Enrico di Borgogna (1093-1112), promesso sposo della figlia naturale Teresa, assegnò, in subordine alla Galizia, la contea del Portogallo. A quest'ultimo successe la stessa Teresa (1112-1128) come contessa del Portogallo. Conquistò la Taifa di Toledo. Il suo rapporto con il Cid fu burrascoso. | Alfonso VI (1072-1109) unione dei regni di Castiglia, di León e di Galizia. Al marito della figlia Urraca, Raimondo di Borgogna (1093-1107), assegnò il governo della Galizia, mentre a Enrico di Borgogna (1093-1112), promesso sposo della figlia naturale Teresa, assegnò, in subordine alla Galizia, la contea del Portogallo. A quest'ultimo successe la stessa Teresa (1112-1128) come contessa del Portogallo. Conquistò la Taifa di Toledo. Il suo rapporto con il Cid fu burrascoso. | Sancho Ramírez (1076-1094) re di Navarra come Sancho V e re d'Aragona come Sancho I. | Sancho Ramírez (1076-1094) re di Navarra come Sancho V e re d'Aragona come Sancho I. | Raimondo Berengario II Testa di Stoppia (1076-1082) |
| Alfonso VI (1072-1109) unione dei regni di Castiglia, di León e di Galizia. Al marito della figlia Urraca, Raimondo di Borgogna (1093-1107), assegnò il governo della Galizia, mentre a Enrico di Borgogna (1093-1112), promesso sposo della figlia naturale Teresa, assegnò, in subordine alla Galizia, la contea del Portogallo. A quest'ultimo successe la stessa Teresa (1112-1128) come contessa del Portogallo. Conquistò la Taifa di Toledo. Il suo rapporto con il Cid fu burrascoso. | Alfonso VI (1072-1109) unione dei regni di Castiglia, di León e di Galizia. Al marito della figlia Urraca, Raimondo di Borgogna (1093-1107), assegnò il governo della Galizia, mentre a Enrico di Borgogna (1093-1112), promesso sposo della figlia naturale Teresa, assegnò, in subordine alla Galizia, la contea del Portogallo. A quest'ultimo successe la stessa Teresa (1112-1128) come contessa del Portogallo. Conquistò la Taifa di Toledo. Il suo rapporto con il Cid fu burrascoso. | Alfonso VI (1072-1109) unione dei regni di Castiglia, di León e di Galizia. Al marito della figlia Urraca, Raimondo di Borgogna (1093-1107), assegnò il governo della Galizia, mentre a Enrico di Borgogna (1093-1112), promesso sposo della figlia naturale Teresa, assegnò, in subordine alla Galizia, la contea del Portogallo. A quest'ultimo successe la stessa Teresa (1112-1128) come contessa del Portogallo. Conquistò la Taifa di Toledo. Il suo rapporto con il Cid fu burrascoso. | Alfonso VI (1072-1109) unione dei regni di Castiglia, di León e di Galizia. Al marito della figlia Urraca, Raimondo di Borgogna (1093-1107), assegnò il governo della Galizia, mentre a Enrico di Borgogna (1093-1112), promesso sposo della figlia naturale Teresa, assegnò, in subordine alla Galizia, la contea del Portogallo. A quest'ultimo successe la stessa Teresa (1112-1128) come contessa del Portogallo. Conquistò la Taifa di Toledo. Il suo rapporto con il Cid fu burrascoso. | Alfonso VI (1072-1109) unione dei regni di Castiglia, di León e di Galizia. Al marito della figlia Urraca, Raimondo di Borgogna (1093-1107), assegnò il governo della Galizia, mentre a Enrico di Borgogna (1093-1112), promesso sposo della figlia naturale Teresa, assegnò, in subordine alla Galizia, la contea del Portogallo. A quest'ultimo successe la stessa Teresa (1112-1128) come contessa del Portogallo. Conquistò la Taifa di Toledo. Il suo rapporto con il Cid fu burrascoso. | Pietro I (1094-1104) | Pietro I (1094-1104) | Berengario Raimondo II il Fratricida (1076-1097) coregnante |
| Alfonso Raimundez (1112-1126) Re di Galizia | Alfonso Raimundez (1112-1126) Re di Galizia | Urraca (1109-1126) Il marito, Alfonso I di Aragona, fu re consorte fino alla separazione, nel 1114. | Urraca (1109-1126) Il marito, Alfonso I di Aragona, fu re consorte fino alla separazione, nel 1114. | Urraca (1109-1126) Il marito, Alfonso I di Aragona, fu re consorte fino alla separazione, nel 1114. | Alfonso I il Battagliero (1104-1134) | Alfonso I il Battagliero (1104-1134) | Raimondo Berengario III il Grande (1082-1131) |
| Alfonso VII Raimundez l'Imperatore (1126-1157) Nominò il cugino Alfonso Henriques (1128-1139) conte del Portogallo. | Alfonso VII Raimundez l'Imperatore (1126-1157) Nominò il cugino Alfonso Henriques (1128-1139) conte del Portogallo. | Alfonso VII Raimundez l'Imperatore (1126-1157) Nominò il cugino Alfonso Henriques (1128-1139) conte del Portogallo. | Alfonso VII Raimundez l'Imperatore (1126-1157) Nominò il cugino Alfonso Henriques (1128-1139) conte del Portogallo. | Alfonso VII Raimundez l'Imperatore (1126-1157) Nominò il cugino Alfonso Henriques (1128-1139) conte del Portogallo. | Garcia Ramirez IV (1134-1150) | Ramiro II, il Monaco (1134-1137) | Raimondo Berengario IV il Santo (1131-1162) sposò l'erede al trono d'Aragona Petronilla creando l'unione dinastica con i conti di Barcellona e la Corona di Aragona. |
| Alfonso I Henriques il Conquistatore (1139-1185) re del Portogallo. | Ferdinando II (1157-1188) | Ferdinando II (1157-1188) | Ferdinando II (1157-1188) | Sancho III (1157-1158) | Garcia Ramirez IV (1134-1150) | Petronilla (1137-1162) sposò Raimondo Berengario IV creando l'unione dinastica con i conti di Barcellona e la Corona di Aragona. | Raimondo Berengario IV il Santo (1131-1162) sposò l'erede al trono d'Aragona Petronilla creando l'unione dinastica con i conti di Barcellona e la Corona di Aragona. |
| Alfonso I Henriques il Conquistatore (1139-1185) re del Portogallo. | Ferdinando II (1157-1188) | Ferdinando II (1157-1188) | Ferdinando II (1157-1188) | Alfonso VIII (1158-1214) | Sancho VI (1150-1194) | Petronilla (1137-1162) sposò Raimondo Berengario IV creando l'unione dinastica con i conti di Barcellona e la Corona di Aragona. | Raimondo Berengario IV il Santo (1131-1162) sposò l'erede al trono d'Aragona Petronilla creando l'unione dinastica con i conti di Barcellona e la Corona di Aragona. |
| Alfonso I Henriques il Conquistatore (1139-1185) re del Portogallo. | Ferdinando II (1157-1188) | Ferdinando II (1157-1188) | Ferdinando II (1157-1188) | Alfonso VIII (1158-1214) | Sancho VI (1150-1194) | Alfonso II il Casto (1162-1196) Alfonso I come conte di Barcellona. | |
| Sancho I il Popolatore (1185-1211) conquistò il Regno dell'Algarve. | Alfonso IX (1188- 1230) | Alfonso IX (1188- 1230) | Alfonso IX (1188- 1230) | Alfonso VIII (1158-1214) | Sancho VII, il Forte (1194-1234) | | |
| Sancho I il Popolatore (1185-1211) conquistò il Regno dell'Algarve. | Alfonso IX (1188- 1230) | Alfonso IX (1188- 1230) | Alfonso IX (1188- 1230) | Enrico I (1214-1217) | Sancho VII, il Forte (1194-1234) | Pietro II il Cattolico (1196-1213) Pietro I come conte di Barcellona. | Pietro II il Cattolico (1196-1213) Pietro I come conte di Barcellona. |
| Sancho I il Popolatore (1185-1211) conquistò il Regno dell'Algarve. | Alfonso IX (1188- 1230) | Alfonso IX (1188- 1230) | Alfonso IX (1188- 1230) | Berenguela (1217) | Sancho VII, il Forte (1194-1234) | Giacomo I il Conquistatore (1213-1276) conquistò la Taifa di Maiorca e la Taifa di Valencia | Giacomo I il Conquistatore (1213-1276) conquistò la Taifa di Maiorca e la Taifa di Valencia |
| Alfonso II il Grasso (1211-1223) | Sancha II e Dolce I (1230) regine de jure per poche settimane poi cedettero il trono al loro fratellastro. | Sancha II e Dolce I (1230) regine de jure per poche settimane poi cedettero il trono al loro fratellastro. | Sancha II e Dolce I (1230) regine de jure per poche settimane poi cedettero il trono al loro fratellastro. | Ferdinando III il Santo (1217-1230) | Sancho VII, il Forte (1194-1234) | Giacomo I il Conquistatore (1213-1276) conquistò la Taifa di Maiorca e la Taifa di Valencia | Giacomo I il Conquistatore (1213-1276) conquistò la Taifa di Maiorca e la Taifa di Valencia |
| Sancho II il Pio (1223-1247) | Ferdinando III il Santo (1230-1252) Conquistò la Taifa di Cordova, la Taifa di Jaén e la Taifa di Siviglia; creò la Corona di Castiglia | Ferdinando III il Santo (1230-1252) Conquistò la Taifa di Cordova, la Taifa di Jaén e la Taifa di Siviglia; creò la Corona di Castiglia | Ferdinando III il Santo (1230-1252) Conquistò la Taifa di Cordova, la Taifa di Jaén e la Taifa di Siviglia; creò la Corona di Castiglia | Ferdinando III il Santo (1230-1252) Conquistò la Taifa di Cordova, la Taifa di Jaén e la Taifa di Siviglia; creò la Corona di Castiglia | Tebaldo I (1234-1253) | Giacomo I il Conquistatore (1213-1276) conquistò la Taifa di Maiorca e la Taifa di Valencia | Giacomo I il Conquistatore (1213-1276) conquistò la Taifa di Maiorca e la Taifa di Valencia |
| Alfonso III il Restauratore (1247-1279) | Ferdinando III il Santo (1230-1252) Conquistò la Taifa di Cordova, la Taifa di Jaén e la Taifa di Siviglia; creò la Corona di Castiglia | Ferdinando III il Santo (1230-1252) Conquistò la Taifa di Cordova, la Taifa di Jaén e la Taifa di Siviglia; creò la Corona di Castiglia | Ferdinando III il Santo (1230-1252) Conquistò la Taifa di Cordova, la Taifa di Jaén e la Taifa di Siviglia; creò la Corona di Castiglia | Ferdinando III il Santo (1230-1252) Conquistò la Taifa di Cordova, la Taifa di Jaén e la Taifa di Siviglia; creò la Corona di Castiglia | Tebaldo II (1253-1270) | Giacomo I il Conquistatore (1213-1276) conquistò la Taifa di Maiorca e la Taifa di Valencia | Giacomo I il Conquistatore (1213-1276) conquistò la Taifa di Maiorca e la Taifa di Valencia |
| Alfonso III il Restauratore (1247-1279) | Alfonso X, il Saggio (1252-1284) Conquistò la Taifa di Murcia | Alfonso X, il Saggio (1252-1284) Conquistò la Taifa di Murcia | Alfonso X, il Saggio (1252-1284) Conquistò la Taifa di Murcia | Alfonso X, il Saggio (1252-1284) Conquistò la Taifa di Murcia | Enrico I (1270-1274) | Giacomo I il Conquistatore (1213-1276) conquistò la Taifa di Maiorca e la Taifa di Valencia | Giacomo I il Conquistatore (1213-1276) conquistò la Taifa di Maiorca e la Taifa di Valencia |
| Dionigi I il Giusto (1279-1325) | Alfonso X, il Saggio (1252-1284) Conquistò la Taifa di Murcia | Alfonso X, il Saggio (1252-1284) Conquistò la Taifa di Murcia | Alfonso X, il Saggio (1252-1284) Conquistò la Taifa di Murcia | Alfonso X, il Saggio (1252-1284) Conquistò la Taifa di Murcia | Giovanna I (1274-1305) con il marito Filippo I il Bello (1285-1305) | Pietro III il Grande (1276-1285) Pietro I come re di Valencia e Pietro II come conte di Barcellona, reclamò la Sicilia (Regno di Trinacria) | Pietro III il Grande (1276-1285) Pietro I come re di Valencia e Pietro II come conte di Barcellona, reclamò la Sicilia (Regno di Trinacria) |
| Dionigi I il Giusto (1279-1325) | Sancho IV (1284-1295) | Sancho IV (1284-1295) | Sancho IV (1284-1295) | Sancho IV (1284-1295) | Giovanna I (1274-1305) con il marito Filippo I il Bello (1285-1305) | Alfonso III il Generoso (1285-1291) Alfonso I come re di Valencia e Alfonso II come conte di Barcellona, conquistò la Taifa di Maiorca | Alfonso III il Generoso (1285-1291) Alfonso I come re di Valencia e Alfonso II come conte di Barcellona, conquistò la Taifa di Maiorca |
| Dionigi I il Giusto (1279-1325) | Sancho IV (1284-1295) | Sancho IV (1284-1295) | Sancho IV (1284-1295) | Sancho IV (1284-1295) | Giovanna I (1274-1305) con il marito Filippo I il Bello (1285-1305) | Giacomo II il Giusto (1291-1327) iniziò la conquista del Regno di Sardegna | |
| Dionigi I il Giusto (1279-1325) | Ferdinando IV il Chiamato (1295-1312) | Ferdinando IV il Chiamato (1295-1312) | Ferdinando IV il Chiamato (1295-1312) | Ferdinando IV il Chiamato (1295-1312) | Luigi I l'Attaccabrighe (1305-1316) | | |
| Dionigi I il Giusto (1279-1325) | Ferdinando IV il Chiamato (1295-1312) | Ferdinando IV il Chiamato (1295-1312) | Ferdinando IV il Chiamato (1295-1312) | Ferdinando IV il Chiamato (1295-1312) | Giovanni I il Postumo (1316) | | |
| Dionigi I il Giusto (1279-1325) | Alfonso XI (1312-1350) | Alfonso XI (1312-1350) | Alfonso XI (1312-1350) | Alfonso XI (1312-1350) | Filippo II il Lungo (1316-1322) | | |
| Alfonso IV l'Ardito (1325-1357) | Alfonso XI (1312-1350) | Alfonso XI (1312-1350) | Alfonso XI (1312-1350) | Alfonso XI (1312-1350) | Carlo I il Bello (1322-1328) | Alfonso IV il Buono (1327-1333) Alfonso II come re di Valencia e Alfonso III come conte di Barcellona. | Alfonso IV il Buono (1327-1333) Alfonso II come re di Valencia e Alfonso III come conte di Barcellona. |
| Alfonso IV l'Ardito (1325-1357) | Alfonso XI (1312-1350) | Alfonso XI (1312-1350) | Alfonso XI (1312-1350) | Alfonso XI (1312-1350) | Giovanna II (1328-1349) con il marito Filippo III (1328-1343) | Pietro IV il Cerimonioso (1336-1387) Pietro II come re di Valencia e Pietro III come conte di Barcellona, depose il re di Maiorca. | Pietro IV il Cerimonioso (1336-1387) Pietro II come re di Valencia e Pietro III come conte di Barcellona, depose il re di Maiorca. |
| Pietro I il Giustiziere (1357-1367) | Pietro I il Crudele (1350-1369]) | Pietro I il Crudele (1350-1369]) | Pietro I il Crudele (1350-1369]) | Pietro I il Crudele (1350-1369]) | Carlo II il Malvagio (1349-1387) | Pietro IV il Cerimonioso (1336-1387) Pietro II come re di Valencia e Pietro III come conte di Barcellona, depose il re di Maiorca. | Pietro IV il Cerimonioso (1336-1387) Pietro II come re di Valencia e Pietro III come conte di Barcellona, depose il re di Maiorca. |
| Ferdinando I (1369-1383) | Enrico II il Bastardo (1369-1379) | Enrico II il Bastardo (1369-1379) | Enrico II il Bastardo (1369-1379) | Enrico II il Bastardo (1369-1379) | Carlo II il Malvagio (1349-1387) | Pietro IV il Cerimonioso (1336-1387) Pietro II come re di Valencia e Pietro III come conte di Barcellona, depose il re di Maiorca. | Pietro IV il Cerimonioso (1336-1387) Pietro II come re di Valencia e Pietro III come conte di Barcellona, depose il re di Maiorca. |
| Beatrice (1383-1385) La madre, Eleonora Telles de Menezes, esercitò la reggenza. | Giovanni I (1379-1390) | Giovanni I (1379-1390) | Giovanni I (1379-1390) | Giovanni I (1379-1390) | Carlo II il Malvagio (1349-1387) | Pietro IV il Cerimonioso (1336-1387) Pietro II come re di Valencia e Pietro III come conte di Barcellona, depose il re di Maiorca. | Pietro IV il Cerimonioso (1336-1387) Pietro II come re di Valencia e Pietro III come conte di Barcellona, depose il re di Maiorca. |
| Giovanni I (1385-1433) | Enrico III l'Infermo (1390-1406) | Enrico III l'Infermo (1390-1406) | Enrico III l'Infermo (1390-1406) | Enrico III l'Infermo (1390-1406) | Carlo III il Nobile (1387-1425) | Giovanni I il Cacciatore (1387-1396) | Giovanni I il Cacciatore (1387-1396) |
| Giovanni I (1385-1433) | Enrico III l'Infermo (1390-1406) | Enrico III l'Infermo (1390-1406) | Enrico III l'Infermo (1390-1406) | Enrico III l'Infermo (1390-1406) | Carlo III il Nobile (1387-1425) | Martino I l'Umano (1396-1410) Martino II come re di Sicilia, morì senza eredi | |
| Edoardo I (1433-1438) | Giovanni II (1406-1454) | Giovanni II (1406-1454) | Giovanni II (1406-1454) | Giovanni II (1406-1454) | Carlo III il Nobile (1387-1425) | Ferdinando I (1412-1416) | Ferdinando I (1412-1416) |
| Edoardo I (1433-1438) | Giovanni II (1406-1454) | Giovanni II (1406-1454) | Giovanni II (1406-1454) | Giovanni II (1406-1454) | Bianca I (1425-1441) con il marito Giovanni II (1425-1479) che si oppose ai figli Carlo IV (1441-1461) e Bianca II (1461-1464) | Alfonso V il Magnanimo (1416-1458) Alfonso I come re di Sicilia, Alfonso III come re di Valencia, Alfonso IV come re di Barcellona, conquistò il Regno di Napoli. | Alfonso V il Magnanimo (1416-1458) Alfonso I come re di Sicilia, Alfonso III come re di Valencia, Alfonso IV come re di Barcellona, conquistò il Regno di Napoli. |
| Alfonso V (1438-1477) | Enrico IV l'Impotente (1454-1474) | Enrico IV l'Impotente (1454-1474) | Enrico IV l'Impotente (1454-1474) | Enrico IV l'Impotente (1454-1474) | Bianca I (1425-1441) con il marito Giovanni II (1425-1479) che si oppose ai figli Carlo IV (1441-1461) e Bianca II (1461-1464) | Giovanni II (1458-1479) nel periodo della guerra civile catalana (1462-1472) tenne solo il regno di Aragona e Valencia. Intanto, furono conti di Barcellona: - Enrico I (1462-1463), re di Castiglia come Enrico IV - Pietro IV (1463-1466), re dei Catalani, nipote di Giovanni I del Portogallo - Renato I (1466-1472), conte d'Angiò | Giovanni II (1458-1479) nel periodo della guerra civile catalana (1462-1472) tenne solo il regno di Aragona e Valencia. Intanto, furono conti di Barcellona: - Enrico I (1462-1463), re di Castiglia come Enrico IV - Pietro IV (1463-1466), re dei Catalani, nipote di Giovanni I del Portogallo - Renato I (1466-1472), conte d'Angiò |
| Giovanni II (1477-1495) | Isabella I la Cattolica (1474-1504) Conquistò, insieme al marito Ferdinando, il Sultanato di Granada, ultimo regno islamico della penisola iberica. | Isabella I la Cattolica (1474-1504) Conquistò, insieme al marito Ferdinando, il Sultanato di Granada, ultimo regno islamico della penisola iberica. | Isabella I la Cattolica (1474-1504) Conquistò, insieme al marito Ferdinando, il Sultanato di Granada, ultimo regno islamico della penisola iberica. | Isabella I la Cattolica (1474-1504) Conquistò, insieme al marito Ferdinando, il Sultanato di Granada, ultimo regno islamico della penisola iberica. | Eleonora con il marito Gastone (1479) | Ferdinando II il Cattolico (1479-1516) re di Sicilia, di Valencia e di Maiorca e conte di Barcellona, Ferdinando III come re di Napoli. | Ferdinando II il Cattolico (1479-1516) re di Sicilia, di Valencia e di Maiorca e conte di Barcellona, Ferdinando III come re di Napoli. |
| Giovanni II (1477-1495) | Isabella I la Cattolica (1474-1504) Conquistò, insieme al marito Ferdinando, il Sultanato di Granada, ultimo regno islamico della penisola iberica. | Isabella I la Cattolica (1474-1504) Conquistò, insieme al marito Ferdinando, il Sultanato di Granada, ultimo regno islamico della penisola iberica. | Isabella I la Cattolica (1474-1504) Conquistò, insieme al marito Ferdinando, il Sultanato di Granada, ultimo regno islamico della penisola iberica. | Isabella I la Cattolica (1474-1504) Conquistò, insieme al marito Ferdinando, il Sultanato di Granada, ultimo regno islamico della penisola iberica. | Francesco Febo (1479-1483) | Ferdinando II il Cattolico (1479-1516) re di Sicilia, di Valencia e di Maiorca e conte di Barcellona, Ferdinando III come re di Napoli. | Ferdinando II il Cattolico (1479-1516) re di Sicilia, di Valencia e di Maiorca e conte di Barcellona, Ferdinando III come re di Napoli. |
| Manuele I il Fortunato (1495-1521) | Giovanna la Pazza (1504-1555) Tra il 1506 e il 1506 fu posta sotto la reggenza del marito Filippo, mentre dal 1506 al 1555 fu sotto la reggenza del padre Ferdinando. | Giovanna la Pazza (1504-1555) Tra il 1506 e il 1506 fu posta sotto la reggenza del marito Filippo, mentre dal 1506 al 1555 fu sotto la reggenza del padre Ferdinando. | Giovanna la Pazza (1504-1555) Tra il 1506 e il 1506 fu posta sotto la reggenza del marito Filippo, mentre dal 1506 al 1555 fu sotto la reggenza del padre Ferdinando. | Giovanna la Pazza (1504-1555) Tra il 1506 e il 1506 fu posta sotto la reggenza del marito Filippo, mentre dal 1506 al 1555 fu sotto la reggenza del padre Ferdinando. | Caterina (1483-1518) con il marito Giovanni III (1483-1516). Nel 1512 la bassa Navarra fu conquistata da Ferdinando, mentre sull'alta Navarra regnarono Enrico II (1517-1555) e Giovanna III (1555-1572), poi fu riunita alla Francia. | Ferdinando II il Cattolico (1479-1516) re di Sicilia, di Valencia e di Maiorca e conte di Barcellona, Ferdinando III come re di Napoli. | Ferdinando II il Cattolico (1479-1516) re di Sicilia, di Valencia e di Maiorca e conte di Barcellona, Ferdinando III come re di Napoli. |
| Manuele I il Fortunato (1495-1521) | Filippo I il Bello (1504-1506) marito di Giovanna e reggente | | | | Caterina (1483-1518) con il marito Giovanni III (1483-1516). Nel 1512 la bassa Navarra fu conquistata da Ferdinando, mentre sull'alta Navarra regnarono Enrico II (1517-1555) e Giovanna III (1555-1572), poi fu riunita alla Francia. | Ferdinando II il Cattolico (1479-1516) re di Sicilia, di Valencia e di Maiorca e conte di Barcellona, Ferdinando III come re di Napoli. | Ferdinando II il Cattolico (1479-1516) re di Sicilia, di Valencia e di Maiorca e conte di Barcellona, Ferdinando III come re di Napoli. |
| Manuele I il Fortunato (1495-1521) | Ferdinando V il Cattolico, marito di Isabella I, fu reggente di Castiglia (1507-1516) e re di bassa Navarra (1512-1516), Ferdinando II come re d'Aragona. | | | | | | |
| Giovanni III il Pio (1521-1557) | Carlo I (1516-1556) sovrano delle corone d'Aragona e Castiglia e re di Sicilia e di Sardegna, Carlo V come Imperatore, Carlo II come duca di Borgogna e Carlo IV come re di Napoli. | Carlo I (1516-1556) sovrano delle corone d'Aragona e Castiglia e re di Sicilia e di Sardegna, Carlo V come Imperatore, Carlo II come duca di Borgogna e Carlo IV come re di Napoli. | Carlo I (1516-1556) sovrano delle corone d'Aragona e Castiglia e re di Sicilia e di Sardegna, Carlo V come Imperatore, Carlo II come duca di Borgogna e Carlo IV come re di Napoli. | Carlo I (1516-1556) sovrano delle corone d'Aragona e Castiglia e re di Sicilia e di Sardegna, Carlo V come Imperatore, Carlo II come duca di Borgogna e Carlo IV come re di Napoli. | Carlo I (1516-1556) sovrano delle corone d'Aragona e Castiglia e re di Sicilia e di Sardegna, Carlo V come Imperatore, Carlo II come duca di Borgogna e Carlo IV come re di Napoli.                                                    | Carlo I (1516-1556) sovrano delle corone d'Aragona e Castiglia e re di Sicilia e di Sardegna, Carlo V come Imperatore, Carlo II come duca di Borgogna e Carlo IV come re di Napoli. | Carlo I (1516-1556) sovrano delle corone d'Aragona e Castiglia e re di Sicilia e di Sardegna, Carlo V come Imperatore, Carlo II come duca di Borgogna e Carlo IV come re di Napoli. |
| Sebastiano I il Desiderato (1557-1578) | Filippo II il Prudente (1556-1598) sovrano delle corone d'Aragona e Castiglia, signore dei Paesi Bassi e conte di Borgogna, Filippo I come re di Sicilia, di Napoli, di Sardegna e duca di Milano. | Filippo II il Prudente (1556-1598) sovrano delle corone d'Aragona e Castiglia, signore dei Paesi Bassi e conte di Borgogna, Filippo I come re di Sicilia, di Napoli, di Sardegna e duca di Milano. | Filippo II il Prudente (1556-1598) sovrano delle corone d'Aragona e Castiglia, signore dei Paesi Bassi e conte di Borgogna, Filippo I come re di Sicilia, di Napoli, di Sardegna e duca di Milano. | Filippo II il Prudente (1556-1598) sovrano delle corone d'Aragona e Castiglia, signore dei Paesi Bassi e conte di Borgogna, Filippo I come re di Sicilia, di Napoli, di Sardegna e duca di Milano. | Filippo II il Prudente (1556-1598) sovrano delle corone d'Aragona e Castiglia, signore dei Paesi Bassi e conte di Borgogna, Filippo I come re di Sicilia, di Napoli, di Sardegna e duca di Milano.                                     | Filippo II il Prudente (1556-1598) sovrano delle corone d'Aragona e Castiglia, signore dei Paesi Bassi e conte di Borgogna, Filippo I come re di Sicilia, di Napoli, di Sardegna e duca di Milano. | Filippo II il Prudente (1556-1598) sovrano delle corone d'Aragona e Castiglia, signore dei Paesi Bassi e conte di Borgogna, Filippo I come re di Sicilia, di Napoli, di Sardegna e duca di Milano. |
| Enrico I il Casto (1578-1580]) | Filippo II il Prudente (1556-1598) sovrano delle corone d'Aragona e Castiglia, signore dei Paesi Bassi e conte di Borgogna, Filippo I come re di Sicilia, di Napoli, di Sardegna e duca di Milano. | Filippo II il Prudente (1556-1598) sovrano delle corone d'Aragona e Castiglia, signore dei Paesi Bassi e conte di Borgogna, Filippo I come re di Sicilia, di Napoli, di Sardegna e duca di Milano. | Filippo II il Prudente (1556-1598) sovrano delle corone d'Aragona e Castiglia, signore dei Paesi Bassi e conte di Borgogna, Filippo I come re di Sicilia, di Napoli, di Sardegna e duca di Milano. | Filippo II il Prudente (1556-1598) sovrano delle corone d'Aragona e Castiglia, signore dei Paesi Bassi e conte di Borgogna, Filippo I come re di Sicilia, di Napoli, di Sardegna e duca di Milano. | Filippo II il Prudente (1556-1598) sovrano delle corone d'Aragona e Castiglia, signore dei Paesi Bassi e conte di Borgogna, Filippo I come re di Sicilia, di Napoli, di Sardegna e duca di Milano.                                     | Filippo II il Prudente (1556-1598) sovrano delle corone d'Aragona e Castiglia, signore dei Paesi Bassi e conte di Borgogna, Filippo I come re di Sicilia, di Napoli, di Sardegna e duca di Milano. | Filippo II il Prudente (1556-1598) sovrano delle corone d'Aragona e Castiglia, signore dei Paesi Bassi e conte di Borgogna, Filippo I come re di Sicilia, di Napoli, di Sardegna e duca di Milano. |
| Antonio I il Determinato (1580) contese il trono a Filippo e continuò a regnare sulle Azzorre fino al 1583. | Filippo II il Prudente (1556-1598) sovrano delle corone d'Aragona e Castiglia, signore dei Paesi Bassi e conte di Borgogna, Filippo I come re di Sicilia, di Napoli, di Sardegna e duca di Milano. | Filippo II il Prudente (1556-1598) sovrano delle corone d'Aragona e Castiglia, signore dei Paesi Bassi e conte di Borgogna, Filippo I come re di Sicilia, di Napoli, di Sardegna e duca di Milano. | Filippo II il Prudente (1556-1598) sovrano delle corone d'Aragona e Castiglia, signore dei Paesi Bassi e conte di Borgogna, Filippo I come re di Sicilia, di Napoli, di Sardegna e duca di Milano. | Filippo II il Prudente (1556-1598) sovrano delle corone d'Aragona e Castiglia, signore dei Paesi Bassi e conte di Borgogna, Filippo I come re di Sicilia, di Napoli, di Sardegna e duca di Milano. | Filippo II il Prudente (1556-1598) sovrano delle corone d'Aragona e Castiglia, signore dei Paesi Bassi e conte di Borgogna, Filippo I come re di Sicilia, di Napoli, di Sardegna e duca di Milano.                                     | Filippo II il Prudente (1556-1598) sovrano delle corone d'Aragona e Castiglia, signore dei Paesi Bassi e conte di Borgogna, Filippo I come re di Sicilia, di Napoli, di Sardegna e duca di Milano. | Filippo II il Prudente (1556-1598) sovrano delle corone d'Aragona e Castiglia, signore dei Paesi Bassi e conte di Borgogna, Filippo I come re di Sicilia, di Napoli, di Sardegna e duca di Milano. |
| Filippo II il Prudente (1581-1598) sovrano delle corone d'Aragona e Castiglia, signore dei Paesi Bassi e conte di Borgogna, Filippo I come re del Portogallo, di Sicilia, di Napoli, di Sardegna e duca di Milano. | | | | | | | |

Per l'elenco completo dei re di Spagna e del Portogallo dell'età moderna:

### Fonti primarie
- (FR)  Histoire des Almohades / d'Abd el- Wâh'id Merrâkechi
- (EN)  The History Of The Mohammedan Dynasties In Spain Vol II
- (EN)  Muslim Spain and Portugal: A Political History of al-Andalus

### Letteratura storiografica
- Storia del Mondo Medievale, 7 voll., Milano, Garzanti, 1978 e successive ristampe (traduzione parziale della The Cambridge Medieval History, Cambridge University Press, 1911).
- M. Manitius, "Le migrazioni germaniche, 378-412", cap. VIII, vol. I (La fine del mondo antico) della Storia del Mondo Medievale, pp. 246–274.
- Ludwig Schmidt e Christian Pfister, "I regni germanici in Gallia", cap. IX, vol. I (La fine del mondo antico) della Storia del Mondo Medievale, pp. 275–300.
- Ludwig Schmidt, "I suebi, gli alani, e i vandali in Spagna, 409-429. La dominazione vandalica in Africa 429-533", cap. X, vol. I (La fine del mondo antico) della Storia del Mondo Medievale, pp. 301–319.
- Ernst Barker, "L'Italia e l'occidente dal 410 al 476", cap. XII, vol. I (La fine del mondo antico) della Storia del Mondo Medievale, pp. 373–419.
- Maurice Doumoulin, "Il regno d'Italia sotto Odoacre e Teodorico", cap. XIII, vol. I (La fine del mondo antico) della Storia del Mondo Medievale, pp. 420–444.
- Charles Diehl, "Giustiniano. La restaurazione imperiale in occidente", cap. XVIII, vol. I (La fine del mondo antico) della Storia del Mondo Medievale, pp. 572–596.
- Christian Pfister, "La Gallia sotto i franchi merovingi: vicende storiche", cap. XXI, vol. I (La fine del mondo antico) della Storia del Mondo Medievale, pp. 688–711.
- Rafael Altamira, "La Spagna sotto i Visigoti", cap. XXIII, vol. I (La fine del mondo antico) della Storia del Mondo Medievale, pp. 743–779.
- L.M. Hartmann e W.H. Hutton, "L'Italia e l'Africa imperiali: amministrazione. Gregorio Magno", cap. XXV, vol. I (La fine del mondo antico) della Storia del Mondo Medievale, pp. 810–853.
- C.H. Becker, "L'espansione dei saraceni in Africa e in Europa", cap. III, vol. II (L'espansione islamica e la nascita dell'Europa feudale) della Storia del Mondo Medievale, pp. 70–96.
- M. Canard, "Bisanzio e il mondo musulmano alla metà dell'XI secolo", cap. IX, vol. II (L'espansione islamica e la nascita dell'Europa feudale) della Storia del Mondo Medievale, pp. 273–312.
- Gerhard Seeliger, "Conquiste e incoronazione a imperatore di Carlomagno", cap. XII, vol. II (L'espansione islamica e la nascita dell'Europa feudale) della Storia del Mondo Medievale, pp. 358–396.
- Rafael Altamira, "Il califfato occidentale", cap. XVI, vol. II (L'espansione islamica e la nascita dell'Europa feudale) della Storia del Mondo Medievale, pp. 477–515.
- René Poupardin, "Ludovico il Pio", cap. XVIII, vol. II (L'espansione islamica e la nascita dell'Europa feudale) della Storia del Mondo Medievale, pp. 558–582.
- René Poupardin, I regni carolingi (840-918), in «Storia del mondo medievale», vol. II, 1999, pp. 583–635
- Louis Alphen, Francia, Gli ultimi Carolingi e l'ascesa di Ugo Capeto (888-987), in «Storia del mondo medievale», vol. II, 1999, pp. 636–661
- Allen Mawer, "I vichinghi", cap. XXIII, vol. II (L'espansione islamica e la nascita dell'Europa feudale) della Storia del Mondo Medievale, pp. 734–769.
- Harold Dexter Hazeltine, "Il diritto romano e il diritto canonico nel Medioevo", cap. VIII, vol. V (Il trionfo del Papato e lo sviluppo comunale) della Storia del Mondo Medievale, pp. 295–369.
- Hastings Rashdall, Le università medievali, in Storia del mondo medievale, vol. V, 1999, pp. 657–704
- Frederick Maurice Powicke, I regni di Filippo Augusto e Luigi VIII di Francia, in «Storia del mondo medievale», vol. V, 1999, pp. 776–828
- Charles Petit-Dutaillis, Luigi IX il Santo, in «Storia del mondo medievale», vol. V, 1999, pp. 829–864
- Rafael Altamira, "La Spagna (1031-1248)", cap. XXI, vol. V (Il trionfo del Papato e lo sviluppo comunale) della Storia del Mondo Medievale, pp. 865–896.
- Romolo Caccese, Italia: 1313-1414, in Storia del mondo medievale, vol. VI, 1999, pp. 297–331
- Hilda Johnstone, Francia: gli ultimi Capetingi, in Storia del mondo medievale, vol. VI, 1999, pp. 569–607
- A. Coville, Francia. La guerra dei cent'anni (fino al 1380), in «Storia del mondo medievale», vol. VI, 1999, pp. 608–641.
- Guillaime Mollat, I papi di Avignone e il grande scisma, in «Storia del mondo medievale», vol. VI, 1999, pp. 531–568.
- Cecil Roth, Gli ebrei nel Medioevo, in Storia del mondo medievale, vol. VI, 1999, pp. 848–883
- Rafael Altamira, "Spagna 1412-1516", cap. XV, vol. VII (L'autunno del Medioevo e la nascita del mondo moderno) della Storia del Mondo Medievale, pp. 546–575.
- Edgar Prestage, "Il Portogallo nel Medioevo", cap. XVI, vol. VII (L'autunno del Medioevo e la nascita del mondo moderno) della Storia del Mondo Medievale, pp. 576–610.
- Joseph Calmette, Il regno di Carlo VII e la fine della guerra dei cent'anni in Francia, in Storia del mondo medievale, vol. VII, 1999, pp. 611–656
- Charles Petit-Dutaillis, Francia: Luigi XI, in Storia del mondo medievale, vol. VII, 1999, pp. 657–695